# Burim Kukeli
Burim Kukeli (* 16. ledna 1984, Gjakova, SFR Jugoslávie) je bývalý albánský fotbalový záložník.

## Reprezentační kariéra
V národním A-mužstvu Albánie debutoval v kvalifikačním utkání 7. 9. 2012 proti týmu Kypru (výhra 3:1).
Italský trenér albánského národního týmu Gianni De Biasi jej vzal na EURO 2016 ve Francii. Na evropský šampionát se Albánie kvalifikovala poprvé v historii.